# Onofrio Puglisi

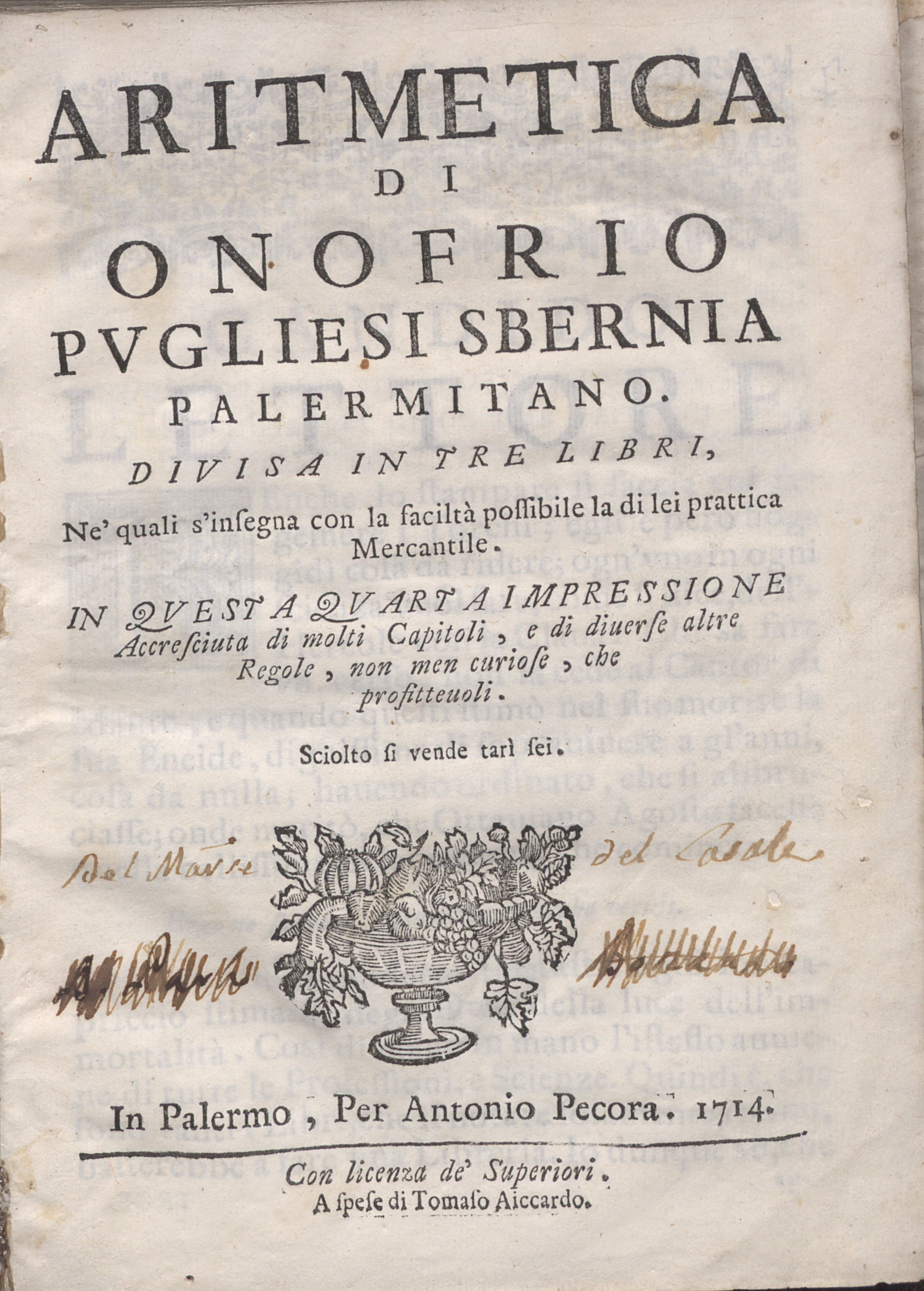
Aritmetica, folha de rosto, 1714

Onofrio Puglisi, também conhecido como Onofrio Pugliesi Sbernia (falecido em 11 de janeiro de 1679), foi um matemático italiano de Palermo.
Foi o primeiro escritor de obras de contabilidade no sul da Itália.

## Obras
- Aritmetica (em italiano) 4 ed. Palermo: Antonio Pecora & Tomaso Aiccardo. 1714 [1634]
- Prattica economica numerale (em italiano). Palermo: Agostino Bossio. 1671